# Copa Sul-Minas 2001
Die Copa Sul-Minas 2001 ist ein ehemaliger brasilianischer Fußballwettbewerb. Dieser wurde vom nationalen Verband CBF organisiert und fand vom 17. Januar bis 21. März 2001 statt.
Die Teilnehmer kamen aus den vier Bundesstaaten Minas Gerais, Paraná, Rio Grande do Sul und Santa Catarina hatte. Es diente der Ermittlung der Teilnehmer für die Copa dos Campeões (CBF) 2001. An dieser sollten die beiden Finalisten teilnehmen.

## Teilnehmer
Die zwölf Teilnehmer waren:
| Bundesstaat       | Klub                        |
| ----------------- | --------------------------- |
| Minas Gerais      | América Mineiro             |
| Minas Gerais      | Atlético Mineiro            |
| Minas Gerais      | Cruzeiro EC                 |
| Paraná            | Atlético Paranaense         |
| Paraná            | Coritiba FC                 |
| Paraná            | Paraná Clube                |
| Rio Grande do Sul | Grêmio FBPA                 |
| Rio Grande do Sul | SC Internacional            |
| Rio Grande do Sul | SER Caxias do Sul           |
| Santa Catarina    | Figueirense FC              |
| Santa Catarina    | Joinville EC                |
| Santa Catarina    | Clube Náutico Marcílio Dias |

## Gruppenphase

### Gruppe A
| Pl. | Verein          | Sp. | S | U | N | Tore    | Diff. | Punkte |
| --- | --------------- | --- | - | - | - | ------- | ----- | ------ |
| 1.  | Coritiba FC     | 6   | 4 | 1 | 1 | 012:900 | +3    | 13     |
| 2.  | Grêmio FBPA     | 6   | 4 | 0 | 2 | 014:120 | +2    | 12     |
| 3.  | Figueirense FC  | 6   | 1 | 2 | 3 | 012:140 | −2    | 05     |
| 4.  | América Mineiro | 6   | 1 | 1 | 4 | 010:130 | −3    | 04     |

| 1. Spieltag (17. Januar)  |     |                 |                                     |
| Coritiba FC               | 2:1 | Grêmio FBPA     | Estádio Major Antônio Couto Pereira |
| 1. Spieltag (17. Januar)  |     |                 |                                     |
| Figueirense FC            | 3:3 | América Mineiro | Estádio Orlando Scarpelli           |
| 2. Spieltag (25. Januar)  |     |                 |                                     |
| Grêmio FBPA               | 2:1 | Figueirense FC  | Estádio Olímpico Monumental         |
| 2. Spieltag (25. Januar)  |     |                 |                                     |
| América Mineiro           | 1:2 | Coritiba FC     | Estádio Independência               |
| 3. Spieltag (31. Januar)  |     |                 |                                     |
| América Mineiro           | 4:3 | Grêmio FBPA     | Estádio Independência               |
| 3. Spieltag (31. Januar)  |     |                 |                                     |
| Coritiba FC               | 2:2 | Figueirense FC  | Estádio Major Antônio Couto Pereira |
| 4. Spieltag (7. Februar)  |     |                 |                                     |
| Figueirense FC            | 1:2 | Coritiba FC     | Estádio Orlando Scarpelli           |
| 4. Spieltag (8. Februar)  |     |                 |                                     |
| Grêmio FBPA               | 1:0 | América Mineiro | Estádio Olímpico Monumental         |
| 5. Spieltag (14. Februar) |     |                 |                                     |
| Figueirense FC            | 3:4 | Grêmio FBPA     | Estádio Orlando Scarpelli           |
| 5. Spieltag (15. Februar) |     |                 |                                     |
| Coritiba FC               | 2:1 | América Mineiro | Estádio Major Antônio Couto Pereira |
| 6. Spieltag (21. Februar) |     |                 |                                     |
| Grêmio FBPA               | 3:2 | Coritiba FC     | Estádio Olímpico Monumental         |
| 6. Spieltag (21. Februar) |     |                 |                                     |
| América Mineiro           | 1:2 | Figueirense FC  | Estádio Independência               |

### Gruppe B
| Pl. | Verein                      | Sp. | S | U | N | Tore    | Diff. | Punkte |
| --- | --------------------------- | --- | - | - | - | ------- | ----- | ------ |
| 1.  | Atlético Mineiro            | 6   | 4 | 2 | 0 | 016:300 | +13   | 14     |
| 2.  | Atlético Paranaense         | 6   | 3 | 3 | 0 | 013:800 | +5    | 12     |
| 3.  | Clube Náutico Marcílio Dias | 6   | 1 | 1 | 4 | 010:160 | −6    | 04     |
| 4.  | SER Caxias do Sul           | 6   | 1 | 0 | 5 | 004:190 | −15   | 03     |

| 1. Spieltag (17. Januar)    |     |                             |                                    |
| Atlético Mineiro            | 1:1 | Atlético Paranaense         | Estádio Governador Magalhães Pinto |
| 1. Spieltag (18. Januar)    |     |                             |                                    |
| SER Caxias do Sul           | 2:1 | Clube Náutico Marcílio Dias | Estadio Francisco Stédile          |
| 2. Spieltag (24. Januar)    |     |                             |                                    |
| Clube Náutico Marcílio Dias | 1:3 | Atlético Mineiro            | Estádio Doutor Hercílio Luz        |
| 2. Spieltag (25. Januar)    |     |                             |                                    |
| Atlético Paranaense         | 3:0 | SER Caxias do Sul           | Arena da Baixada                   |
| 3. Spieltag (1. Februar)    |     |                             |                                    |
| Clube Náutico Marcílio Dias | 2:2 | Atlético Paranaense         | Estádio Doutor Hercílio Luz        |
| 3. Spieltag (1. Februar)    |     |                             |                                    |
| Atlético Mineiro            | 3:0 | SER Caxias do Sul           | Estádio Independência              |
| 4. Spieltag (7. Februar)    |     |                             |                                    |
| SER Caxias do Sul           | 0:4 | Atlético Mineiro            | Estadio Francisco Stédile          |
| 4. Spieltag (8. Februar)    |     |                             |                                    |
| Atlético Paranaense         | 3:1 | Clube Náutico Marcílio Dias | Arena da Baixada                   |
| 5. Spieltag (14. Februar)   |     |                             |                                    |
| SER Caxias do Sul           | 0:3 | Atlético Paranaense         | Estadio Francisco Stédile          |
| 5. Spieltag (15. Februar)   |     |                             |                                    |
| Atlético Mineiro            | 4:0 | Clube Náutico Marcílio Dias | Estádio Independência              |
| 6. Spieltag (21. Februar)   |     |                             |                                    |
| Atlético Paranaense         | 1:1 | Atlético Mineiro            | Arena da Baixada                   |
| 6. Spieltag (21. Februar)   |     |                             |                                    |
| Clube Náutico Marcílio Dias | 5:2 | SER Caxias do Sul           | Estádio Doutor Hercílio Luz        |

### Gruppe C
| Pl. | Verein           | Sp. | S | U | N | Tore    | Diff. | Punkte |
| --- | ---------------- | --- | - | - | - | ------- | ----- | ------ |
| 1.  | Cruzeiro EC      | 6   | 3 | 3 | 0 | 012:400 | +8    | 12     |
| 2.  | SC Internacional | 6   | 2 | 2 | 2 | 009:100 | −1    | 08     |
| 3.  | Joinville EC     | 6   | 2 | 1 | 3 | 009:150 | −6    | 07     |
| 4.  | Paraná Clube     | 6   | 1 | 2 | 3 | 011:120 | −1    | 05     |

| 1. Spieltag (17. Januar)  |     |                  |                                  |
| SC Internacional          | 0:2 | Cruzeiro EC      | Estádio Beira-Rio                |
| 1. Spieltag (18. Januar)  |     |                  |                                  |
| Paraná Clube              | 5:2 | Joinville EC     | Centro Poliesportivo Pinheiro    |
| 2. Spieltag (24. Januar)  |     |                  |                                  |
| Cruzeiro EC               | 3:1 | Paraná Clube     | Estádio Alfredo Jaconi           |
| 2. Spieltag (24. Januar)  |     |                  |                                  |
| Joinville EC              | 3:1 | SC Internacional | Estádio Ernesto Schlemm Sobrinho |
| 3. Spieltag (31. Januar)  |     |                  |                                  |
| Joinville EC              | 0:0 | Cruzeiro EC      | Estádio Ernesto Schlemm Sobrinho |
| 3. Spieltag (31. Januar)  |     |                  |                                  |
| SC Internacional          | 1:1 | Paraná Clube     | Estádio Beira-Rio                |
| 4. Spieltag (7. Februar)  |     |                  |                                  |
| Cruzeiro EC               | 4:0 | Joinville EC     | Estádio Independência            |
| 4. Spieltag (7. Februar)  |     |                  |                                  |
| araná Clube               | 1:2 | SC Internacional | Centro Poliesportivo Pinheiro    |
| 5. Spieltag (14. Februar) |     |                  |                                  |
| SC Internacional          | 3:0 | Joinville EC     | Estádio Beira-Rio                |
| 5. Spieltag (14. Februar) |     |                  |                                  |
| Paraná Clube              | 1:1 | Cruzeiro EC      | Centro Poliesportivo Pinheiro    |
| 6. Spieltag (21. Februar) |     |                  |                                  |
| Cruzeiro EC               | 2:2 | SC Internacional | Estádio Independência            |
| 6. Spieltag (21. Februar) |     |                  |                                  |
| Joinville EC              | 3:2 | Paraná Clube     | Estádio Ernesto Schlemm Sobrinho |

## Finalrunde

### Turnierplan
|  | Halbfinale | Halbfinale       | Halbfinale | Halbfinale | Halbfinale |  |  | Finale | Finale      | Finale | Finale | Finale |
|  |            |                  |            |            |            |  |  |        |             |        |        |        |
|  |            |                  |            |            |            |  |  |        |             |        |        |        |
|  |            | Grêmio FBPA      | 2          | 0          | 2          |  |  |        |             |        |        |        |
|  |            | Coritiba FC      | 2          | 1          | 3          |  |  |        |             |        |        |        |
|  |            |                  |            |            |            |  |  |        | Coritiba FC | 0      | 0      | 0      |
|  |            |                  |            |            |            |  |  |        | Cruzeiro EC | 2      | 3      | 5      |
|  |            | Cruzeiro EC      | 1          | 3          | 4          |  |  |        |             |        |        |        |
|  |            | Atlético Mineiro | 1          | 1          | 2          |  |  |        |             |        |        |        |
|  |            |                  |            |            |            |  |  |        |             |        |        |        |

## Halbfinale

### Hinrunde
| Paarung        | Grêmio FBPA – Coritiba FC                                                            |
| Ergebnis       | 2:2 (1:1)                                                                            |
| Datum          | 28. Februar 2001                                                                     |
| Stadion        | Estádio Olímpico Monumental, Porto Alegre                                            |
| Zuschauer      | 11.843                                                                               |
| Schiedsrichter | Paulo César de Oliveira ( São Paulo)                                                 |
| Tore           | 0:1 Marinho (6., Eigentor) 1:1 Rodrigo Mendes (22.) 2:1 Warley (61.) 2:2 Vitor (82.) |

| Paarung        | Cruzeiro EC – Atlético Mineiro                |
| Ergebnis       | 1:1 (0:1)                                     |
| Datum          | 28. Februar 2001                              |
| Stadion        | Estádio Municipal João Lamego Netto, Ipatinga |
| Zuschauer      | 13.710                                        |
| Schiedsrichter | Carlos Simon ( Rio Grande do Sul)             |
| Tore           | 0:1 Guilherme (4.) 1:1 Jorge Wagner (61.)     |

### Rückrunde
| Paarung        | Coritiba FC – Grêmio FBPA                     |
| Ergebnis       | 1:0 (1:0)                                     |
| Datum          | 7. März 2001                                  |
| Stadion        | Estádio Major Antônio Couto Pereira, Curitiba |
| Schiedsrichter | Antônio Pereira da Silva ( Goiás)             |
| Tore           | 1:0 Fabinho Santos (17.)                      |

| Paarung        | Atlético Mineiro – Cruzeiro EC                                                          |
| Ergebnis       | 1:3 (1:1)                                                                               |
| Datum          | 10. März 2001                                                                           |
| Stadion        | Estádio Governador Magalhães Pinto, Belo Horizonte                                      |
| Zuschauer      | 33.632                                                                                  |
| Schiedsrichter | Paulo César de Oliveira ( São Paulo)                                                    |
| Tore           | 1:0 Guilherme (20., Elfmeter) 1:1 Geovanni (25.) 1:2 Jorge Wagner (50.) 1:3 Oséas (63.) |

## Finale

### Hinspiel
| Coritiba FC                                                    | Coritiba FC | Cruzeiro EC | Cruzeiro EC |
| -------------------------------------------------------------- | --- | --- | ----------- |
| Coritiba FC                                                    | \| 17. März 2001 in Estádio Major Antônio Couto Pereira, Curitiba \| \| Ergebnis: 0:2 (0:0) \| \| Zuschauer: 23.109 \| \| Schiedsrichter: Edílson Pereira de Carvalho ( São Paulo) \|                             | \| 17. März 2001 in Estádio Major Antônio Couto Pereira, Curitiba \| \| Ergebnis: 0:2 (0:0) \| \| Zuschauer: 23.109 \| \| Schiedsrichter: Edílson Pereira de Carvalho ( São Paulo) \|                                    | Cruzeiro EC |
| Coritiba FC                                                    | Valdinei Cunha – Patrício, Antônio Picoli, Edinho Baiano, Anderson Cruz – Reginaldo Nascimento , Ataliba, Pepo , Marcelo Mabilia – Marquinhos, Da Silva Reserve Filipe Alvim , Testinha Cheftrainer: Ivo Wortmann | Bosco – Cléber Monteiro, Luisão, Cris, Juan Pablo Sorín – Marcus Vinícius, Marcos Paulo, Jackson, Jorge Wagner – Geovanni , Oséas Reserve Adriano Chuva , Marcelo Ramos , Sérgio Manoel Cheftrainer: Luiz Felipe Scolari | Cruzeiro EC |
| Coritiba FC                                                    | 0:1 Jackson (53.) 0:2 Oséas (72.) | | Cruzeiro EC |
| 17. März 2001 in Estádio Major Antônio Couto Pereira, Curitiba | | |             |
| Ergebnis: 0:2 (0:0)                                            | | |             |
| Zuschauer: 23.109                                              | | |             |
| Schiedsrichter: Edílson Pereira de Carvalho ( São Paulo)       | | |             |

### Rückspiel
| Cruzeiro EC                                                         | Cruzeiro EC | Coritiba FC | Coritiba FC |
| ------------------------------------------------------------------- | --- | --- | ----------- |
| Cruzeiro EC                                                         | \| 21. März 2001 in Estádio Governador Magalhães Pinto, Belo Horizonte \| \| Ergebnis: 3:0 (0:0) \| \| Zuschauer: 34.357 \| \| Schiedsrichter: Antônio Pereira ( Goiás) \|                                            | \| 21. März 2001 in Estádio Governador Magalhães Pinto, Belo Horizonte \| \| Ergebnis: 3:0 (0:0) \| \| Zuschauer: 34.357 \| \| Schiedsrichter: Antônio Pereira ( Goiás) \|                                            | Coritiba FC |
| Cruzeiro EC                                                         | Bosco – Cléber Monteiro, Luisão, Cris, Juan Pablo Sorín – Marcus Vinícius, Ricardinho, Jackson, Jorge Wagner – Geovanni , Oséas Reserve Marcos Paulo , Marcelo Ramos , Sérgio Manoel Cheftrainer: Luiz Felipe Scolari | Valdinei Cunha – Patrício, Antônio Picoli , Edinho Baiano, Vitor – Reginaldo Nascimento, Ataliba, Wilians, Marcelo Mabilia – Marquinhos, Da Silva Reserve Gelson , Filipe Alvim , Allan Aal Cheftrainer: Ivo Wortmann | Coritiba FC |
| Cruzeiro EC                                                         | 1:0 Jorge Wágner (50.) 2:0 Geovanni (78.) 3:0 Marcelo Ramos (84.) | | Coritiba FC |
| 21. März 2001 in Estádio Governador Magalhães Pinto, Belo Horizonte | | |             |
| Ergebnis: 3:0 (0:0)                                                 | | |             |
| Zuschauer: 34.357                                                   | | |             |
| Schiedsrichter: Antônio Pereira ( Goiás)                            | | |             |

## Torschützenliste
| Pl. | Nat.        | Spieler         | Klub                | Tore |
| --- | ----------- | --------------- | ------------------- | ---- |
| 1   | Brasilianer | Guilherme       | Atlético Mineiro    | 8    |
| 2   | Brasilianer | Kléber Pereira  | Atlético Paranaense | 7    |
| 3   | Brasilianer | Marquinhos      | Coritiba FC         | 6    |
| 3   | Brasilianer | Marcelo Ramos   | Cruzeiro EC         | 6    |
| 4   | Brasilianer | Aldrovani Menon | Figueirense FC      | 5    |
| 4   | Brasilianer | Jorge Wagner    | Cruzeiro EC         | 5    |